# Malayanomolorchus fabulosus
Malayanomolorchus fabulosus là một loài bọ cánh cứng trong họ Cerambycidae.